# Javierrelatre
Javierrelatre (aragonesisch Xabierre-Latre) ist ein spanischer Ort im Pyrenäenvorland in der Provinz Huesca der Autonomen Gemeinschaft Aragonien. Javierrelatre ist ein Ortsteil der Gemeinde Caldearenas. Der Ort hatte 64 Einwohner im Jahr 2015.

## Geschichte
Der Ort wurde im Jahr 1014 erstmals urkundlich erwähnt.

## Sehenswürdigkeiten
- Romanische Pfarrkirche Santos Reyes (Heilige drei Könige) aus dem 12. Jahrhundert mit Veränderungen aus dem 18. Jahrhundert, mit einem kleinen Museum sakraler Kunst.